# Kashima Paradise
Pour plus de détails, voir Fiche technique et Distribution.
Kashima Paradise est un documentaire français de Yann Le Masson et Bénie Deswarte, sorti en 1973.

## Synopsis
Dans le Japon des années 70, la modernisation est diversement accueillie. L'implantation d'un énorme complexe sidérurgique et pétrolier Mitsubishi à Kashima est bien acceptée, alors que celle de l'Aéroport international de Narita est fortement rejetée.

## Fiche technique
- Titre français : Kashima Paradise
- Réalisation : Yann Le Masson et Bénie Deswarte
- Scénario : Yann Le Masson et Bénie Deswarte
- Commentaires : écrits par Chris Marker et lus par Georges Rouquier
- Pays d'origine :  France
- Format : noir et blanc - 35 mm - Mono
- Genre : documentaire
- Durée : 110 minutes
- Date de sortie : 1973